# Ivan Theimer

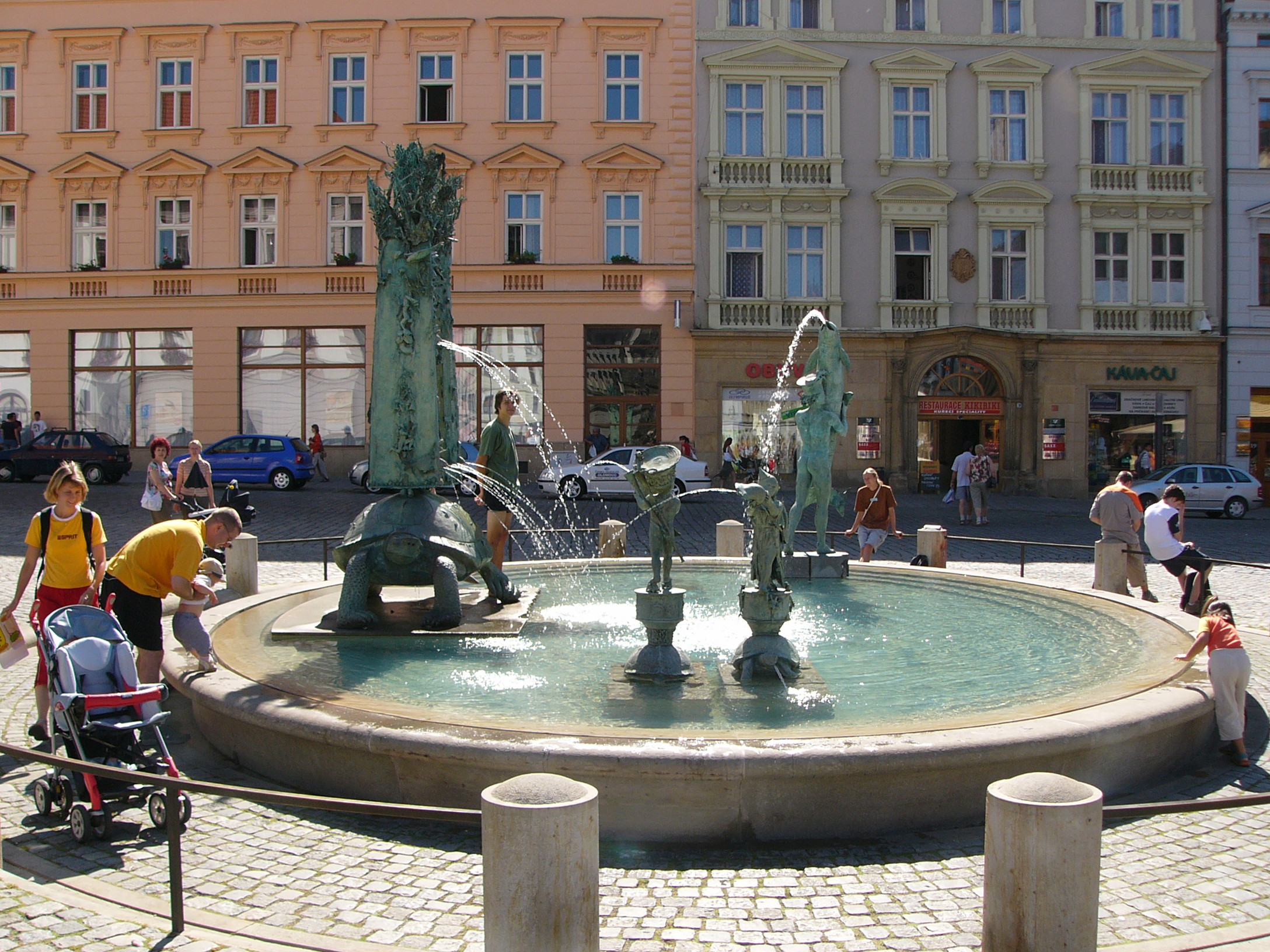
Fontaine d'Arion à Olomouc

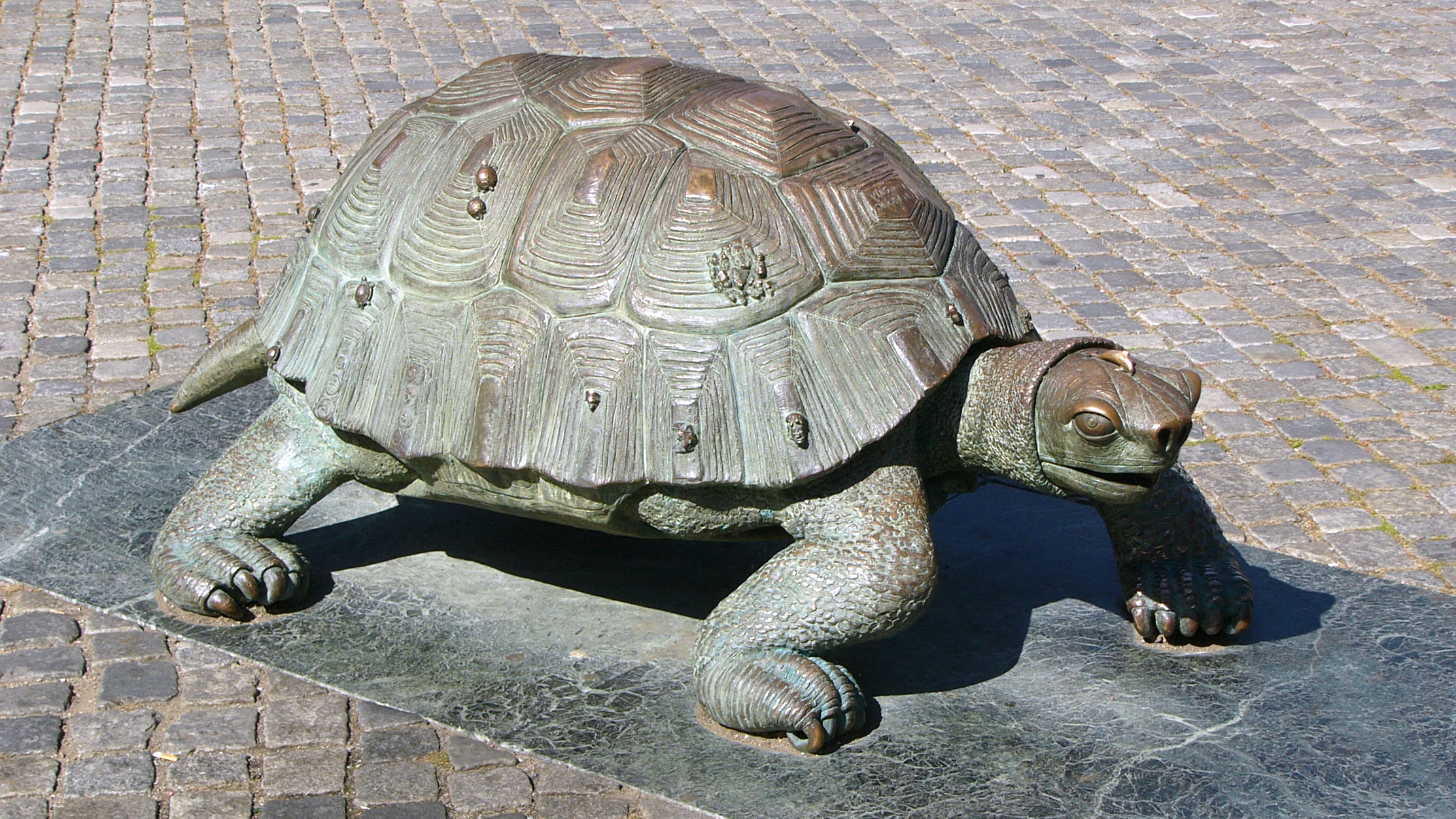
Tortue à côté de la fontaine d'Arion à Olomouc

Ivan Theimer (parfois Yvan Theimer) est un peintre et sculpteur d'origine tchèque, né en 1944 à Olomouc en Moravie. Il a émigré en France en 1968 et vit à Paris.

## Biographie
Né à Olomouc, en Moravie, en 1944, Ivan Theimer décide de quitter la Tchécoslovaquie en septembre 1968. Il émigre en France et s'installe à Paris où il achève ses études à l'École des Beaux-Arts.
En 1969, il participe au Salon de la jeune sculpture et, l’année suivante, il obtient le prix I.A.T.
Dès lors, les expositions personnelles et collectives vont se succéder, à Paris ainsi qu’à Lyon, Bordeaux, Le Poët-Laval ; en Suisse, à Genève et Bâle ; en Italie, où il participe notamment deux fois à la Biennale de Venise, et il expose à Turin, Milan, Bologne, Rome, Parme, Florence ; il participe aussi aux foires internationales aux États-Unis.
Ivan Theimer réside à Paris mais séjourne fréquemment en Italie, à Pietrasanta, où se trouvent les artisans avec lesquels il travaille.

## Œuvres
On lui doit notamment :
- Deux obélisques et une stèle végétale, palais de l'Élysée, Paris, 1984-1987.
- Histoire des quatre fils Aymon, relief en bronze, façade des Archives nationales, Paris, 1987-88.
- Sculptures du monument des Droits de l'Homme, réalisé avec l'architecte Michel Jantzen à l'occasion du bicentenaire de la Révolution et installé au Champ de Mars à Paris en 1989.
- Le monument à la mémoire de Jan Ámos Komenský (dit Comenius), dans la ville de Uherský Brod, en Tchéquie, 1992.
- Les quatre saisons, ensemble de sculptures, place de la République, Poissy, 1995.
- Les portes de la vallée du Lay, 1995. Quatre sculptures bordant l'autoroute A83 Nantes-Niort représentant chacune une tortue supportant une stèle ornée de sculptures sur deux des flancs ainsi qu'au sommet.
- Allegoria del mare (allégorie de la mer), sculpture en bronze, Piazza del Popolo à Follonica, Italie, 1998.
- Monument à Jules Verne, deux colonnes sculptées en pierre et bronze, Amiens, 2001.
- Fontaine d'Arion, à Olomouc sa ville natale, 2002.
- Fontaine à la mémoire des morts pour la paix, Foligno, Italie, 2004.
- Autel, lutrin et chaise épiscopale, cathédrale de Massa Marittima, Italie, 2004-2007.
- Monument au vin, colonne en marbre et deux tortues en bronze, place de la Victoire, Bordeaux, 2005[2].
- Mémorial à la résistance civile de Dieulefit, monument en pierre et bronze à la mémoire de la résistance civile à Dieulefit dans la Drôme, 2014.

## Pour l'opéra
- 2000 : Décors et costumes pour Le Barbier de Séville de Rossini à l’opéra de Göteborg, Suède.
- 2003 : Décors pour Don Giovanni de W.A. Mozart à l'opéra de Göteborg en 2003, et dont des dessins d'étude, jusqu'alors inédits, ont été publiés dans le no 16 de la revue d'art TROU en 2006[3].
- 2003 : Décors pour La Cenerentola de Rossini à l’opéra de Göteborg, Suède.
- 2005 : Décors et costumes pour Le Barbier de Séville de Rossini pour le Festival international d'art lyrique d'Aix-en-Provence.
- 2008 : Décors pour Julius Caesar de Händel à l’opéra de Göteborg, Suède.
- 2017 : Décors pour Arsilda de Vivaldi pour le festival de Bratislava.

## Principales expositions personnelles[4]
- 1970 : Galerie Le Point, Paris.
- 1972 : Galerie Armand Zerbib, Paris.
- 1973 : Galerie Le Lutrin, Lyon.
- 1976 : Galleria Il Naviglio, Milan.
- 1976 : Galleria Documenta, Turin.
- 1976 : Galerie Lanzenberg, Bruxelles.
- 1978 : Galerie Albert Loeb, Paris.
- 1981 : Galerie Jan Krugier, Genève.
- 1983 : Galerie Albert Loeb, Paris.
- 1984 : Galerie Le Troisième Œil, Bordeaux.
- 1987 : Réalité Irréalité, musée Ingres à Montauban, puis au musée des Beaux-Arts de Pau.
- 1989 : Galleria La Sanseverina, Parme.
- 1991 : Galerie Les Hospitaliers, Le Poët-Laval.
- 1991 : Galerie Le Point, Monte Carlo.
- 1992 : Galerie Di Meo, Paris.
- 1992 : Hommage à Comenius, Association Le Pont Neuf, Paris.
- 1993 : Galleria Il Tempietto, Brindisi.
- 1994 : Galleria Salamon, Milan.
- 1995 : Centre international d’art et d’animation “Raymond du Puy”, Le Poët-Laval.
- 1996 : Belvedère du Château de Prague.
- 1996 : Musée d’Art d’Olomouc.
- 1997 : Invito al viaggio, Villa Bottini, Lucques.
- 1997 : Musée de la toile de Jouy, Jouy-en-Josas.
- 1998 : Pietrasanta delle Apuane, Pietrasanta.
- 1999 : Église San Lorenzo, Aoste.
- 2000 : La pesca di Tobiolo, Centro Arti Visive “La Pescheria”, Pesaro.
- 2000 : ’idea del bello, Panorama Museum, Bad Frankenhausen.
- 2002 : Œuvres sur papier, Bibliothèque nationale de France, Paris.
- 2003 : La gioia di un gran disegno : memoria dei percorsi napoleonici, Galleria Demidoff, Ile d'Elbe.
- 2003 : Mediterraneo silente, Museo provinciale “Sigismondo Castromediano”, Lecce.
- 2004 : Rocche e scultori contemporanei 2004 Etica & Estetica, Rocca Malatestiana, Cesena.
- 2006 : Alle porte d’Oriente, parvis du Dôme, Massa.
- 2007 : Ivan Theimer, Palazzo Reale, Milan.
- 2007 : Carnet de voyage, Fondation Ersel, Turin.
- 2008 : La foresta di obelischi, dans les jardins de Boboli et au Palazzo Pitti à Florence[5].
- 2008 : Donne & Miti, Pinacoteca Civica Modigliani, Follonica.
- 2009 : Ivan Theimer, forme nella città, Centro storico, Macerata.
- 2011 : Le Pays des deux lumières, Centre d’art Raymond du Puy, Le Poët-Laval.
- 2012 : Suggestioni d’antico, Museo Civico Archeologico, Sarteano.
- 2012 : Via lucis, Muzeum Jana Amose Komenskeho, Uhersky Brod.
- 2014 : Ivan Theimer. Via lucis, Musée d'art d'Olomouc.
- 2014 : Œuvres autour du Mémorial, Galerie Artenostrum, Dieulefit.
- 2015 : Il sentimento del tempo, Centre d'art contemporain, Foligno.
- 2016 : Il sogno di Theimer, Fortezza Medicea e Galleria Comunale d’arte contemporanea, Arezzo.

## Publications
- Theimer : Paesaggi 1970-1980 / Jean Clair et Julien Montboron. - Bologne : éd. Bora, 1980.
- Yvan Theimer : Monument à la déclaration des droits de l'homme et du citoyen. Michel Jantzen architecte. Champ de Mars, Paris juin 1989 / Julien Montboron ; Jean Clair ; James Lord. - Paris : Mairie de Paris, 1989. -  (ISBN 2-86903-042-8).
- Ivan Theimer. - Milano : Federico Motta Editore, 2007. -  (ISBN 978-88-7179-553-9).
- Ivan Theimer : la foresta de obelischi / Cristina Acidini (commissaire d'exposition). - Firenze : Giunti, 2008. -  (ISBN 978-88-09-06231-3).
- Ivan Theimer : Il sentimento del tempo / Italo Tomassoni (commissaire d'exposition). - Foligno : Centro Italiano Arte Contemporanea, 2015. -  (ISBN 978-88-97228-13-4).
- Il sogno di Theimer / Vittorio Sgarbi (commissaire d'exposition). - Santarcangelo di Romagna : Maggioli Musei, 2016. -  (ISBN 978-88-99785-03-1).